# ARISS
ARISS (Amateur Radio on the International Space Station) – międzynarodowy związek organizacji i stowarzyszeń radioamatorskich mający na celu umożliwienie nawiązania kontaktu radiowego radioamatorom oraz szkołom z całego świata z astronautami na Międzynarodowej Stacji Kosmicznej. Jednym z głównych celów projektu jest zachęcenie młodzieży do kształcenia się w kierunkach ścisłych. 
ARISS podzielony jest na pięć regionów. Polski Związek Krótkofalowców jest stowarzyszeniem członkowskim ARISS-Europe.

## Cel
Organizacja ARISS zajmuje się wszelkimi działaniami związanymi z wprowadzeniem na Międzynarodową Stację Kosmiczną sprzętu krótkofalarskiego (radioamatorskiego) oraz m.in. odpowiada za współudział przy innych projektach jak Suit-Sat, czy ARISSat-1, których to mogli słuchać uczniowie szkół, a za nasłuchy zdobywać certyfikaty dla szkół. Ponadto ARISS umożliwia współpracę szkół i instytucji non-profit z agencjami kosmicznymi i pomaga zorganizować kontakt ARISS, czyli krotką telekonferencję, w której uczniowie mogą zadać pytanie astronaucie przebywającemu w kosmosie na Międzynarodowej Stacji Kosmicznej i usłyszeć natychmiast od niego odpowiedź przy użyciu radiostacji amatorskiej. Przygotowania do tego wydarzenia trwają co najmniej rok.

## Szkolny kontakt ARISS
Szkolny kontakt ARISS może być zrealizowany na dwa sposoby:
1) Poprzez telemost - placówka (szkoła, szpital instytucja, muzeum) łączy się ze specjalistyczną radiostacją naziemną ARISS, która zapewnia łączność Ziemia - MSK - Ziemia.
2) łączność bezpośrednia - lokalni wolontariusze krótkofalowcy dzięki swojej wiedzy i bardzo specjalistycznemu sprzętowi radioamatorskiemu organizują bezpośrednie połączenie Ziemia - MSK - Ziemia z terenu placówki, w której odbywa się kontakt ARISS.

## Pasma radiowe wykorzystywane przez ARISS
W programie ARISS wykorzystuje się różne częstotliwości nadawania z zakresu pasma 2m (częstotliowści kontaktu ARISS są utajnione i nie wolno ich podawać i umieszczać w internecie) zależnie od regionu ITU w którym odbywa się łączność Ziemia-MSK-Ziemia.
Odpowiedzi astronautów z ISS domyślnie słuchać można na częstotliwości 145,800MHz FM (plus minus Efekt Dopplera do 3kHz, który przy samym nasłuchu można pominąć).

## Wysokorozdzielcza amatorska telewizja cyfrowa z pokładu ISS
HAM TV - tak nazywa się od wielu lat projekt wysokorodzielczej telewizji cyfrowej DVB-S pracującej w paśmie radioamatorskim. Nadajnik HAM TV został wyniesiony na jesieni 2013 roku na orbitę orbiterem HTV-4 (JAXA). Został zamontowany w module Columbus i podłączony jest do jednej z dwóch anten S-band. Na początku 2014 roku system został przetestowany w pięciu różnych konfiguracjach. Cyfrowy sygnał odbierany nad Europą przez naziemne stacje ARISS wysyłają obraz na serwer wideo w Wielkiej Brytanii, do którego może przyłączyć się każdy użytkownik internetu o odpowiednio szybkim łączu.